# Tlelsa
Tlelsa (arabe : التلالسة) est une ville tunisienne  située à une trentaine de kilomètres au sud-ouest de Mahdia dans le Sahel tunisien.
Rattachée administrativement au gouvernorat de Mahdia, elle constitue une municipalité comptant 4 332 habitants en 2014.